# Scarpa d'oro 1981
La Scarpa d'oro 1981 è il riconoscimento calcistico che è stato assegnato al miglior marcatore assoluto in Europa tenendo presente le marcature segnate nel rispettivo campionato nazionale nella stagione 1980-1981. Il vincitore del premio è stato Georgi Slavkov con 31 reti nella A Republikanska futbolna grupa.

## Classifica finale
| Pos | Campionato                     | Nome                  | Squadra        | Gol |
| --- | ------------------------------ | --------------------- | -------------- | --- |
| 1   | A Republikanska futbolna grupa | Georgi Slavkov        | Trakia Plovdiv | 31  |
| 2   | Nemzeti Bajnokság I            | Tibor Nyilasi         | Ferencváros    | 30  |
| 3   | Fußball-Bundesliga             | Karl-Heinz Rummenigge | Bayern Monaco  | 29  |